# Burst Angel
Burst Angel (爆裂天使 <バクレツテンシ>?, Bakuretsu tenshi) è una serie anime di genere girls with guns prodotta dallo studio di animazione Gonzo. Il nome giapponese Bakuretsu Tenshi è tradotto generalmente come "Angelo esplosivo" o "Angelo del genocidio", e spesso viene abbreviato a Bakuten. È conosciuta anche come Crazy Burst Angel.
Dopo la serie è stato prodotto anche un OAV, chiamato Bakuretsu tenshi: Infinity, noto anche con il titolo inglese di Burst Angel Infinity. L'OAV è un prequel e narra le avventure di Meg e Jo prima della loro unione con il gruppo di Sei e Amy. In Italia la serie TV è stata pubblicata in DVD dalla Panini Video mentre è stata trasmessa in televisione su GXT da 5 giugno al 6 luglio 2006.

## Ambientazione
In una Tokyo futuristica, il problema della criminalità è ormai pressante. Dopo la liberalizzazione del possesso delle armi, il crimine si è ormai diffuso infestando ogni ambiente, facendo della forza bruta e della minaccia armi comuni di sopravvivenza. Per questo motivo la Polizia (conosciuta con l'acronimo di RAPT ovvero Recent Armed Police of Tokyo), secondo l'idea che i criminali siano la parte marcia e irrecuperabile della società, ha iniziato a sterminarli abbattendoli a vista, piuttosto che arrestarli.

## Trama
La storia si apre con Kyohei Tachibana, studente di una scuola di arte culinaria con il sogno di diventare un pasticcere, che mentre viaggia a bordo di una moto, rimane coinvolto in una sparatoria tra una misteriosa donna dai capelli argentati ed un criminale. Kyohei riesce a mettersi in salvo e a giungere a destinazione, cioè il luogo dove avrebbe dovuto iniziare un nuovo lavoro part-time in qualità di cuoco presso un gruppo di quattro ragazze. Tra queste Kyohei ritrova la ragazza della sparatoria, Jo.
Le ragazze, di un'età compresa fra gli 11 ed i 19 anni, non sono altro che mercenarie, facenti parte di un'organizzazione conosciuta con il nome di Bailan. La serie segue le varie vicende del gruppo mentre investiga sul mistero che si cela dietro i mostruosi umani mutati che creano devastazione nella città di Tokyo.

## Personaggi

Jo e Meg

Jo (ジョウ?, Jō)
Doppiata da: Akeno Watanabe (ed. giapponese), Renata Bertolas (ed. italiana)
Jo è il braccio del gruppo, nonché la pilota di Django, il mecha utilizzato per svolgere la maggior parte delle missioni affidate al gruppo. Ha corti capelli argentati e occhi rosso sangue, porta sempre con sé un paio di Desert Eagle ed è conosciuta con il soprannome di "Angelo dell'Inferno". Ha solo 17 anni, ma è nota e temuta sia dai criminali che dalla polizia. La sua incredibile abilità in battaglia, costituita soprattutto da una precisione di tiro invidiabile coniugata ad una resistenza sovrumana, è dovuta al fatto che non è interamente umana. Jo, che all'inizio della serie non ha memoria del suo passato, è infatti una creatura artificiale, appositamente addestrata alla guerra. Prova di questo ne è il tatuaggio che occupa il suo braccio sinistro e la sua spalla, che appare quando Jo fa uso in battaglia delle sue abilità speciali. Nella forma richiama un paio d'ali, che vengono spesso chiamate "Le Ali del Diavolo". Il suo carattere solitario la spinge ad isolarsi dagli altri, con la sola eccezione di Meg, alla quale è molto legata e che rappresenta la ragione per cui Jo combatte.
Meg (メグ?, Megu)
Doppiata da: Megumi Toyoguchi (ed. giapponese), Emanuela Pacotto (ed. italiana)
Ha lunghi capelli rossi, porta con sé una piccola Rivoltella, veste come una cowgirl e viene quasi sempre rapita dai nemici di Jo, e da loro utilizzata come ostaggio o come scudo vivente. Nonostante abbia solo 14 anni, partecipa attivamente ai progetti del gruppo capitanato da Sei, finendo spesso a combattere in prima linea con Jo, che considera la sua compagna, e che per questo motivo segue ovunque imbarcandosi in ogni impresa la riguardi. Questo, sebbene spesso finisca per esserle d'impiccio. È molto legata alla pistolera, ed è l'unica capace di riscuotere il suo interesse, o di farsi ascoltare davvero da lei. È anche quella che, del gruppo, la conosce da più tempo: Meg incontra infatti Jo un anno prima dell'inizio della serie, a New York.
Sei (セイ?)
Doppiata da: Rie Tanaka (ed. giapponese), Debora Magnaghi (ed. italiana)
È l'erede di una potentissima famiglia cinese immigrata in Giappone, e nel gruppo si occupa di organizzare il lavoro e di procurare commissioni. Ha i capelli neri, ed indossa sempre una lunga giacca viola. Per via del suo aspetto fisico e della sua capacità organizzativa, nonché del carisma e dell'abilità decisionale di cui ha fatto il suo punto di forza, appare più adulta di quanto non lo sia. In realtà ha 19 anni.
Amy (エイミー?, Eimī)
Doppiata da: Mikako Takahashi (ed. giapponese), Jolanda Granato (ed. italiana)
Malgrado abbia solo 11 anni, è già un hacker di tutto punto. Amy è un vero e proprio genio dei computer, a tal punto da essere quasi una leggenda per i più assidui frequentatori della rete. Attraverso la strumentazione messale a disposizione da Sei, è capace di accedere pressoché a qualunque sistema informatico, nascondendo le sue azioni dietro a nodi informatici schermati.
Kyohei Tachibana (立場無 恭平?, Tachibana Kyōhei)
Doppiato da: Yūji Ueda (ed. giapponese), Massimo Di Benedetto (ed. italiana)
Ha 18 anni, ed è un giovane studente di cucina cinese, italiana e giapponese. Vorrebbe andare in Europa per studiare l'arte della pasticceria, e per questo motivo inizia a cercare lavoro. Il suo incontro con Sei lo porta a conoscere le ragazze del gruppo, ed a diventare il loro cuoco ufficiale.
Jango (ジャンゴ?)
È il mecha che di solito viene guidato da Jo. La sua rampa di lancio è nascosta nella parte posteriore del pullman nel quale vivono le ragazze, ed è dotato di numerosi armamenti, tra cui un paio di pistole gemelle costruite da Leo.
Takane Katsu (勝 鷹音?, Katsu Takane)
Doppiata da: Risa Hayamizu (ed. giapponese), ? (ed. italiana)
Un ufficiale di polizia di Ōsaka, che un tempo era a capo di una banda di motocicliste.
Leo Jinno (仁野 レオ?, Jin'no Reo)
Doppiato da: Takayuki Sugō (ed. giapponese), ? (ed. italiana)
È il meccanico che ha creato Jango e che si occupa del suo mantenimento, nonché dell'installazione regolare di nuove armi per supportare le battaglie devastanti condotte da Jo.
Marion (マリオン?)
Doppiata da: Kyōko Hikami (ed. giapponese), Benedetta Ponticelli (ed. italiana)
Una ragazza che fisicamente assomiglia molto a Jo, e che come lei presenta un tatuaggio che appare in certi momenti sul suo braccio. Anche lei è stata creata artificialmente, esattamente come Jo, che vede come la sua nemica principale. Durante la serie, soprattutto negli episodi finali, si scopre il motivo che la spinge a cercare continuamente di uccidere Jo.

## Media

### Anime
L'anime di Burst Angel è stato prodotto dallo studio d'animazione Gonzo sotto la regia di Koichi Ohata. La serie è stata trasmessa in Giappone su TV Asahi dal 6 aprile al 14 settembre 2004 per un totale di ventiquattro episodi. Le sigle sono rispettivamente Loosey del gruppo The STRiPES in apertura e Under the Sky di cloudica in chiusura. Successivamente venne prodotto un OAV che funge da prequel alla storia ed è stato pubblicato in home video il 23 marzo 2007.
In Italia i primi quattro episodi della serie TV vennero proiettati in anteprima in versione sottotitolata al Future Film Festival il 22 gennaio 2005. In seguito l'intera serie è stata pubblicata in DVD da Panini Video per poi essere trasmessa in televisione su GXT dal 5 giugno al 6 luglio 2006. L'OAV è invece inedito.

#### Episodi
| Nº  | Titolo italiano Giapponese 「Kanji」 - Rōmaji                                                      | In onda           | In onda        |
| Nº  | Titolo italiano Giapponese 「Kanji」 - Rōmaji                                                      | Giapponese        | Italiano       |
| 1   | L'inferno giunge silenziosamente 「地獄が静かにやって来る」 - Jigoku ga shizuka ni yattekuru       | 6 aprile 2004     | 5 giugno 2006  |
| 2   | Il pistolero senza cuore 「情無用のガン・ファイター」 - Nasakemuyō no Gan Faitā                    | 13 aprile 2004    | 6 giugno 2006  |
| 3   | La città dove ululano le bestie 「野獣の吠える街」 - Yajyū no hoeru machi                          | 20 aprile 2004    | 7 giugno 2006  |
| 4   | Fratelli, morte all'alba! 「兄弟 暁に死だ」 - Kyōdai akatsuki ni shisu                             | 27 aprile 2004    | 8 giugno 2006  |
| 5   | Il palazzo infestato dai demoni 「邪神蠢く館」 - Jyashin ugomeku yakata                            | 4 maggio 2004     | 9 giugno 2006  |
| 6   | Lavate questo giardino nel sangue! 「この花園を血で洗え」 - Kono hanazono o chi de arae!           | 11 maggio 2004    | 12 giugno 2006 |
| 7   | Cielo nero 「黒い空」 - Kuroi sora                                                                 | 18 maggio 2004    | 13 giugno 2006 |
| 8   | Il fuggitivo pieno di ferite 「傷だらけの逃亡者」 - Kizu darake no tōbōsha                         | 25 maggio 2004    | 14 giugno 2006 |
| 9   | Il party del dragone 「パーティー・オブ・ザ・ドラゴン」 - Patei obu za Doragon                     | 1º giugno 2004    | 15 giugno 2006 |
| 10  | La straordinaria terra dei computer 「電脳番外地」 - Dennō bangaichi                               | 8 giugno 2004     | 16 giugno 2006 |
| 11  | L'angolo dell'est, il falco dell'ovest 「東の天使 西の鷹」 - Higashi no tenshi nishi no taka       | 15 giugno 2004    | 19 giugno 2006 |
| 12  | Lo tsutenkaku bagnato di lacrime 「通天閣は涙に濡れて」 - Tsūtenkaku wa namida ni nurete           | 22 giugno 2004    | 20 giugno 2006 |
| 13  | Scontro decisivo! La gang di Naniwa! 「血戦！浪速愚連隊」 - Kessen! Naniwa gurentai                | 29 giugno 2004    | 21 giugno 2006 |
| 14  | Ragazzi di strada 「ワイルド・キッズ」 - Wairudo kizzu                                             | 6 luglio 2004     | 22 giugno 2006 |
| 15  | Oceano costumi da bagno e il grande mostro marino 「海と水着と大海獣」 - Umi to mizugi to taikaizō | 13 luglio 2004    | 23 giugno 2006 |
| 16  | Il mondo misterioso del demone combattente 「魔境戦鬼」 - Makyō senki                              | 20 luglio 2004    | 26 giugno 2006 |
| 17  | Scontro! I due angeli 「激突！ 二人の天使」 - Gekitotsu! Futari no tenshi                          | 27 luglio 2004    | 27 giugno 2006 |
| 18  | Il compagno di classe immortale 「不死身の同級生」 - Fujimi no dōkyūsei                            | 3 agosto 2004     | 28 giugno 2006 |
| 19  | Congiura 24 ore su 24 「謀略 24時間」 - Bōryaku nijūyonjikan                                       | 10 agosto 2004    | 29 giugno 2006 |
| 20  | L'autostrada assassina 「皆殺しのハイウェイ」 - Minnaguroshi no haiwei                             | 17 agosto 2004    | 30 giugno 2006 |
| 21  | Pallottole sulla lapide di ferro 「鉄の墓標に弾丸を」 - Tetsu no bohyō ni dangan wo                | 24 agosto 2004    | 3 luglio 2006  |
| 22  | Il demone che ama 「恋する悪魔」 - Koi suru akuma                                                  | 31 agosto 2004    | 4 luglio 2006  |
| 23  | Il luogo dell'esecuzione sul rosso mare 「赤い海の処刑場」 - Akai umi no shōkeijō                  | 7 settembre 2004  | 5 luglio 2006  |
| 24  | Angel, Burst! 「天使、爆裂!」 - Tenshi, bakuretsu!                                                 | 14 settembre 2004 | 6 luglio 2006  |
| OAV | 「爆裂天使 -Infinity」 - Bakuretsu tenshi: Infinity – "Angelo esplosivo: Infinity"                 | 23 marzo 2007     | -              |

### Manga

Copertina del primo volume dell'edizione italiana, raffigurante Jo e Meg

Esiste anche un manga che parla di alcune protagoniste di Burst Angel, edito in Italia da Panini Comics. È in tre volumi, e prende il titolo di Burst Angel Angel's Adolescence. La storia del manga si distacca fortemente da quella dell'anime, raccontando parte delle vicende avvenute prima dell'inizio della serie animata, in una sorta di prequel.
La storia del manga è ambientata a New York e al di là della consueta azione e dei combattimenti che la fanno da padroni in tutta la serie di Burst Angel, la trama si focalizza principalmente su Jo e Meg, sul loro incontro e sul rapporto che si instaura fra loro prima di conoscere Sei ed Amy. Per questo motivo, il manga mette in mostra contenuti yuri molto più nitidi rispetto all'anime, per quanto non mostri in realtà grandi esternazioni fisiche dei sentimenti di Jo e Meg, come per esempio baci. Ad ogni modo ci sono comunque un buon numero di scene piuttosto intime. Il manga non si addentra profondamente all'esplorazione del lato fisico della relazione di Jo e Meg, ma presenta svariate 'scene di fantasia' nelle quali Meg spesso sogna ad occhi aperti eventi che le piacerebbe accadessero fra lei e Jo. Attraverso queste 'scene immaginate' si determina chiaramente come Meg provi dei profondi sentimenti d'amore per la sua partner, e come queste emozioni spesso si tramutino in un più esplicito desiderio sessuale (scene di cui un chiaro esempio può essere quello del sogno ad occhi aperti che Meg fa riguardo a sé e Jo, nude e ad un soffio dal baciarsi, quando quest'ultima mormora qualcosa riguardo al "non permetterle assolutamente di riposare stanotte").
Contrariamente all'anime, nel quale la componente yuri è soltanto accennata negli ultimi episodi, nel manga viene mostrata chiaramente una Jo che ricambia i sentimenti di Meg, in una vera e propria relazione omosessuale. Per quanto mantenga comunque il suo comportamento freddo ed introverso, la pistolera è disposta anche a comportarsi come normalmente non farebbe pur di rendere felice Meg. Durante l'intero manga vengono mostrati più casi che mostrano esplicitamente come, per quanto Jo in linea di massima conservi il suo carattere, abbia anche la capacità di dire a Meg cose carine o addirittura romantiche, con l'intento di esprimere i suoi sentimenti.
Nel manga si notano anche alcune modifiche al carattere di Sei e di Amy, per quanto appaiano in maniera del tutto marginale. Le due vengono mostrate sotto una luce più oscura, come se fossero una sorta di nemici. Il loro intento principale è quello di reclutare Jo nel loro gruppo di mercenari, ma Sei è convinta che Meg le sia solo d'intralcio, quindi cerca di dividere le due con ogni mezzo. Ad esempio, cerca di convincere Meg a lasciare Jo promettendole una considerevole somma di denaro, il che causa invece una risposta aggressiva da parte della rossa, che proclama per l'ennesima volta la sua assoluta fedeltà alla sua compagna. Comunque, è da rimarcare come Amy e Sei non siano davvero opposte a Jo e Meg, ed anzi è proprio Sei ad aiutare di volta in volta la coppia.

#### Volumi
| Nº | Data di prima pubblicazione | Data di prima pubblicazione | Data di prima pubblicazione |
| Nº | Giapponese                  | Giapponese                  | Italiano                    |
| -- | --------------------------- | --------------------------- | --------------------------- |
| 1  | 27 luglio 2004              | ISBN 978-4-8402-2771-1      | 24 novembre 2005            |
| 2  | 27 gennaio 2005             | ISBN 978-4-8402-2959-3      | 22 dicembre 2005            |
| 3  | 27 luglio 2005              | ISBN 978-4-8402-3116-9      | 23 febbraio 2006            |

## Riferimenti e citazioni
- La divisa da cowgirl di Meg è ispirata a quella della bambina-prostituta Iris interpretata da Jodie Foster in un film di Martin Scorsese, Taxi Driver.
- Con l'eccezione di Sei, gli altri tre personaggi principali femminili di Burst Angel non solo condividono i nomi con le protagoniste di Piccole donne di Louisa May Alcott, ma anche buona parte delle loro personalità.
- Lo stile dell'azione e certe particolarità della serie, fra cui non ultima la particolare colonna sonora, sono più volte state paragonate agli spaghetti-western. Jo è vista come l'emblema del pistolero, soprattutto per il modo in cui affronta i suoi duelli.
- Il nome di Jango è un omaggio al film italiano Django, del regista Sergio Corbucci. Uno degli spaghetti western più conosciuti in assoluto.
- Una delle ragazze incontrate alla scuola di St. Lucreitia è chiamata Nadesico, in un probabile richiamo all'anime che porta lo stesso nome. Entrambi i personaggi hanno in comune alcuni tratti del carattere, oltre ad avere l'aspirazione di diventare cuochi.

## Accoglienza
Samuel Arbogast di THEM Anime Reviews apprezzò la qualità dell'animazione dello studio Gonzo mentre si soffermò maggiormente sulla colonna sonora. La sigla d'apertura la considerò un orrore, quella di chiusura tollerabile mentre il resto della musica era più che apprezzabile, specialmente quella che ricalcava lo stile western di Clint Eastwood che si poteva udire occasionalmente. Visivamente risultava molto ben fatto per la maggior parte del tempo, ma la CG un po' strana, in particolar modo dopo aver visto il buon utilizzo fatto in Samurai 7, altra opera prodotta da Gonzo, e la cosa lasciò perplesso il recensore. I personaggi, sebbene rimanessero coerenti per tutto il tempo e si muovevano abbastanza naturalmente, erano vestiti con alcuni degli abiti più stupidi che avesse mai visto in un anime. Arbogast affermò che sperava almeno in qualche varietà in termini di abbigliamento, ma così non è stato. A metà serie i personaggi erano privi spessore e la cosa risultava un problema. Dopo alcuni episodi Meg iniziava a parlare come un'adolescente petulante e la cosa turbò leggermente il recensore, in quanto la ragazza dai capelli rossi era sia rumorosa che sfacciata mentre quella dai capelli bianchi era quasi in coma, vedendolo quasi come un tentativo di imitare Evangelion, nonostante ciò ha cercato di ignorare queste loro caratteristiche. La storia era un disastro totale; erano presenti tutti i tipi di allusioni a questioni complesse, ma che non venivano mai toccate direttamente, e anche l'unico filo conduttore che continuava ad essere presente in tutti gli episodi che aveva visto non aiutava lo svolgersi delle vicende. Alcuni elementi erano inseriti solamente per mescolare maggiormente le carte, così come alcuni argomenti menzionati non venivano mai sviluppati. In conclusione Arbogast sconsigliò di perdere tempo con una serie del genere, anche perché Gonzo aveva creato opere decisamente migliori.